# Лук'янов Анатолій Григорович
Анатолій Григорович Лук'янов (нар. 12 березня 1919, Краматорськ — пом. 26 грудня 1986, Волгоград) — радянський військовий льотчик, Герой Радянського Союзу (1942), у роки німецько-радянської війни командир ланки 487-го винищувального авіаційного полку (10-а винищувальна авіаційна дивізія, 6-й винищувальний авіаційний корпус ППО, Московська зона ППО).

## Біографія
Народився 12 березня 1919 в місті Краматорськ (зараз Донецька область) в родині робітника. Закінчив 6 класів і школу ФЗУ при заводі «Юний металіст» у Дніпропетровську. Працював слюсарем у тресті «Водоканал». Закінчив аероклуб у 1937 році.
У Червоній Армії з 26 грудня 1937 року. У 1938 році закінчив 1-у Качинську Червонопрапорну військову авіаційну школу льотчиків імені Мяснікова.
Учасник німецько-радянської війни з 24 липня 1941 року. Старший лейтенант Лук'янов відзначився при відбиті нальотів ворожої авіації на Москву. 3 січня 1942 патрулював поблизу міста Боброва Воронезької області. Виявивши у повітрі ворожий бомбардувальник Ju-88, знищив його тараном. Провів посадку на своєму аеродромі.
Звання Героя Радянського Союзу з врученням ордена Леніна і медалі «Золота Зірка» (№ 670) старшому лейтенанту Лук'янову Анатолію Григоровичу присвоєно 4 березня 1942.
Воював до кінця війни. Був штурманом, ад'ютантом, заступником командира і командиром ескадрильї, заступником командира і командиром полку, інспектором з техніки пілотування корпусу.
Наприкінці 1943 року 487-му авіаційному полку, яким командував майор А. Г. Лук'янов, було присвоєно звання Гвардійського (146-й Гвардійський винищувальний авіаційний полк).
Після війни продовжував служити у ВПС. У 1956 році закінчив Курси удосконалення офіцерського складу. З лютого 1968 полковник Лук'янов — в запасі. Жив у Волгограді. Помер 26 грудня 1986. Похований на Димитріївському (Центральному) кладовищі у Волгограді.